# Paectes canofusa
Paectes canofusa là một loài bướm đêm trong họ Noctuidae.